# Nová Horka (zámek)
Zámek Nová Horka je komplex památkově chráněných staveb ve městě Studénka, části Nová Horka v okrese Nový Jičín v Moravskoslezském kraji. Původně barokní zámek z poloviny 18. století získal novogotické prvky při přestavbě v druhé polovině 19. století. Od postavení až do roku 1945 patřil rodu Vetter von der Lilie. Kolem zámku se nachází zámecký park s ohradní zdí zdobenou plastikami. Dne 3. května 1958 byl zámek prohlášen za kulturní památku. Zámek je od roku 2020 otevřen veřejnosti jako jedna z poboček Muzea Novojičínska, příspěvkové organizace a nabízí prohlídkový okruh s výkladem průvodce.

## Historie
Zámek Nová Horka se nachází u mírného pahorku na okraji oderské nivy, nad vpádem říčky Sedlničky do Odry. Na tomto místě, kontrolujícím brod přes Odru, se ve 14. století nacházel statek (dvůr) drobné šlechty s lenními povinnostmi k biskupskému hradu Hukvaldy. Poprvé se dvůr Nová Horka zmiňuje v roce 1374, kdy jakýsi Pec z Varty (Peczo de Wart) pohání u biskupského manského soudu pana Voka z Kravař, že bezprávně drží jeho Novou Horku. Nová Horka však zůstala součástí kravařského dominia a byla spravována jako součást panství Štramberk, i když – spolu s některými okolními vesnicemi – zůstala biskupským lénem.
Štramberské panství po vymření Kravařů (1433) držel krátce Ctibor z Cimburka, poté Puklicové z Pozořic (1434–1471), Černohorští z Boskovic (1471–1478), pánové z Hustopeč (1478–1523) a Žerotínové (1523–1543/44). Od Žerotínů odkoupil panství Fulnek a Novou Horku Oldřich Cetryš z Kynšperka, který záhy zemřel a jeho statky dědila jeho dcera Anna Marie, která je roku 1554 nechala zapsat manželovi Hanuši Haugvicovi z Biskupic. Oba pak Novou Horku roku 1561 prodali držiteli blízké Studénky Bedřichu Herbortovi z Fulštejna, který ji již roku 1563 postoupil svému bratru Karlovi.

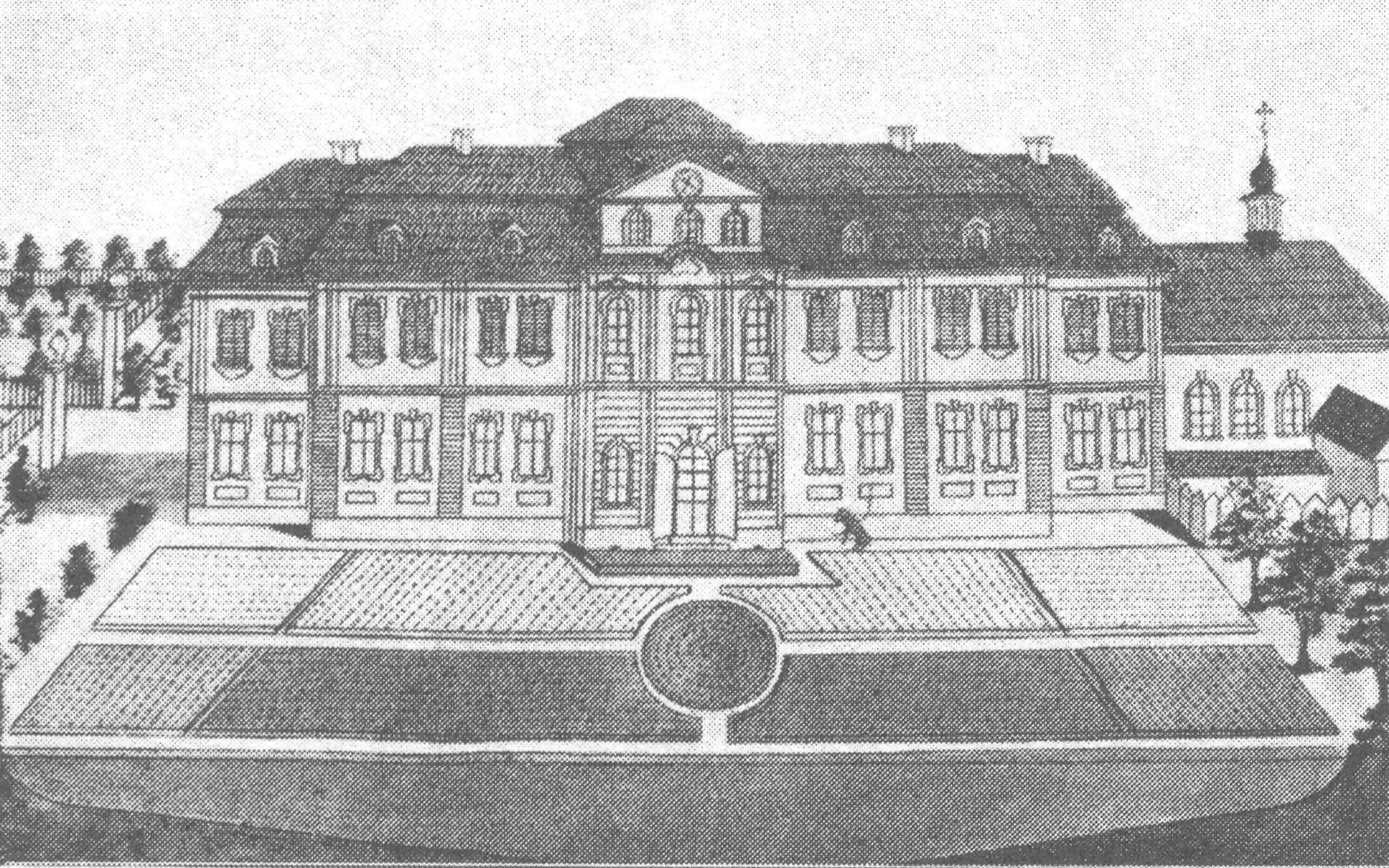
Zámek Nová Horka v barokní podobě. Kresba Františka Kledenského z 1. třetiny 19. století.

Nová Horka tedy byla od konce 14. do poloviny 16. století spravována z jiných panství, teprve pak se stala skutečným šlechtickým sídlem vrchnosti. V roce 1531 se jmenuje jako sídlo komplexu biskupských lén na pravém břehu Sedlničky (patřily k ní Albrechtičky, Mošnov a Skorotín a část Závišic), a při prodeji roce 1561 se poprvé vedle dvora zmiňuje i tvrz. V urbáři z roku 1605 se o ní píše, že „je od kamene a dřeva stavěná, s několika čistými světnicemi, komorami a jiné stavení potřebné i také sypanice“.

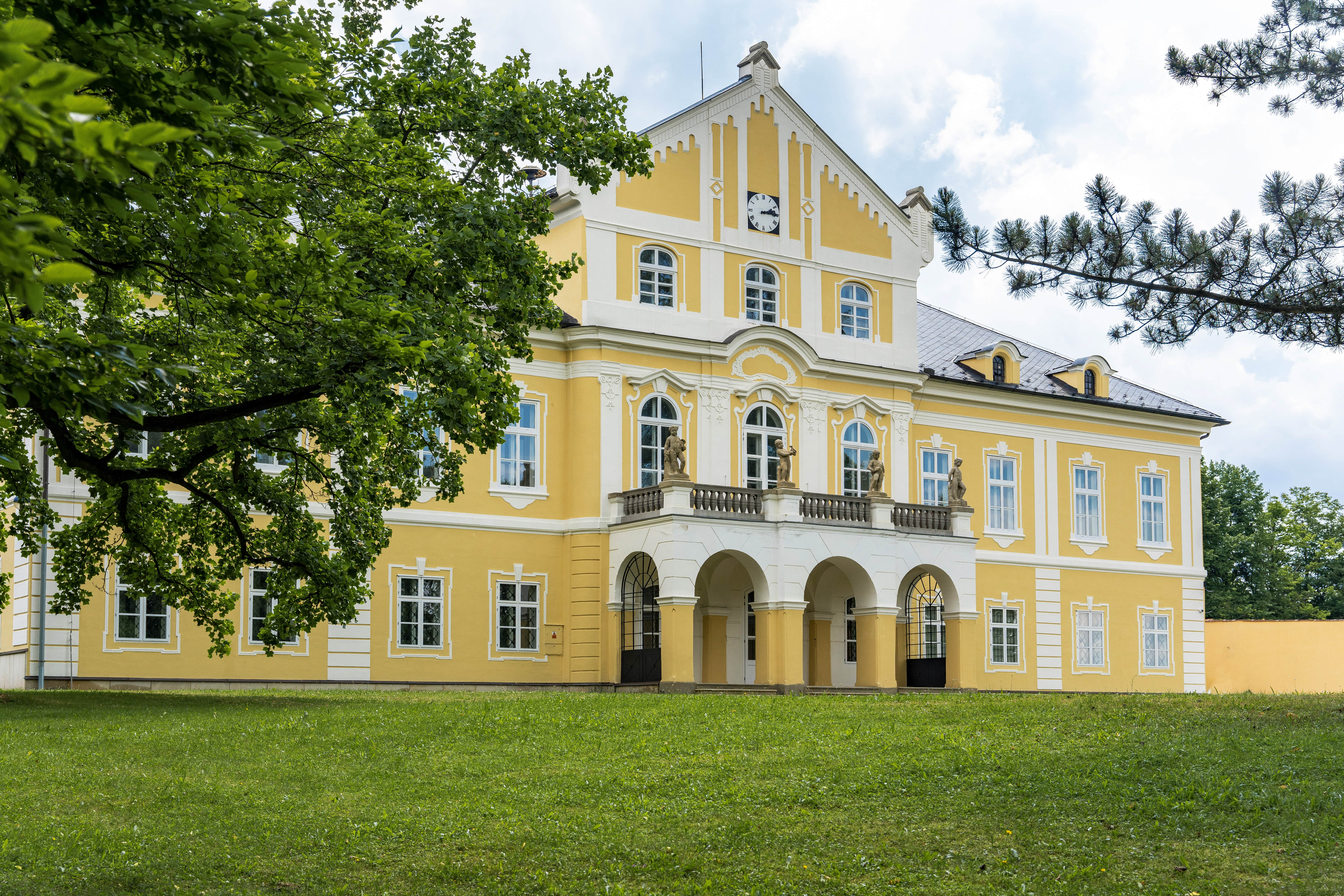
Zámek Nová Horka, pobočka Muzea Novojičínska, p.o.

V letech 1565–1579 držel Novou Horku Bernard Petřvaldský z Petřvaldu, poté Václav Sedlnický z Choltic a po jeho smrti roku 1588 přijali léno na Novou Horku jeho synové Jan, Albrecht, Zikmund a Bernard. Z nich Albrecht (zem. 1606) prodal svůj díl Nové Horky roku 1592 bratru Zikmundovi, protože však Jan (zem. 1591), Zikmund (zem. 1602) i Bernard (zem. 1608) zemřeli bez potomků, dědila statek nakonec Albrechtova dcera Anna Kateřina. Ta odkázala Novou Horku svému druhému manželovi Zdeňku Žampachovi z Potštejna a svým dětem z prvního manželství s Janem Bruntálským mladším z Vrbna. Po smrti své ženy se léna roku 1639 ujal Zdeněk Žampach a roku 1643 hrabě Michael Ferdinand Althann, vdovec po dědičce Anně Elišce Cecílii Bruntálské z Vrbna. Hrabě Althann zemřel roku 1658 a jeho druhá manželka Barbora Kateřina svobodná paní z Trautmannsdorfu, jakožto poručnice svého syna Michaela Františka Ferdinanda, prodala roku 1660 statek Nová Horka za 16 500 zlatých Janu Baltazarovi a jeho synovi Albrechtu Bedřichovi hrabatům Vetterům von der Lilie. V majetku tohoto rodu Nová Horka zůstala do roku 1945.
Po smrti Jana Baltazara (1661) převzal novohorecké léno jeho nejstarší syn Albert Bedřich (zem. 17. 6. 1698). Protože se však stal duchovním (kanovníkem olomoucké kapituly), rozhodl se převést léno na jednoho ze svých bratrů. Proto lenní statek Nová Horka v roce 1672 převzal jeho mladší bratr Ferdinand Fortunát (18. 2. 1650 – 21. 6. 1717), který se zasloužil o pokračování rodu na Nové Horce. Po jeho smrti převzal panství jeho syn Bernard Adam (1. 3. 1690 – 23. 3. 1722), kterému se krátce před smrtí v roce 1719 narodil syn Karel Josef (10. 12. 1719 – 27. 8. 1792), vrchní dvorský sudí biskupského manského soudu. Ten Novou Horku převzal v roce 1742.
V literatuře se uvádí, že v roce 1729 byla postavena nejstarší část nynějšího zámku, kaple svatého Kříže (pravděpodobně se tak ale stalo až r. 1775). Kolem roku 1742 začal hrabě Karel Josef s přestavbou tvrze v dnešní barokní zámek.  

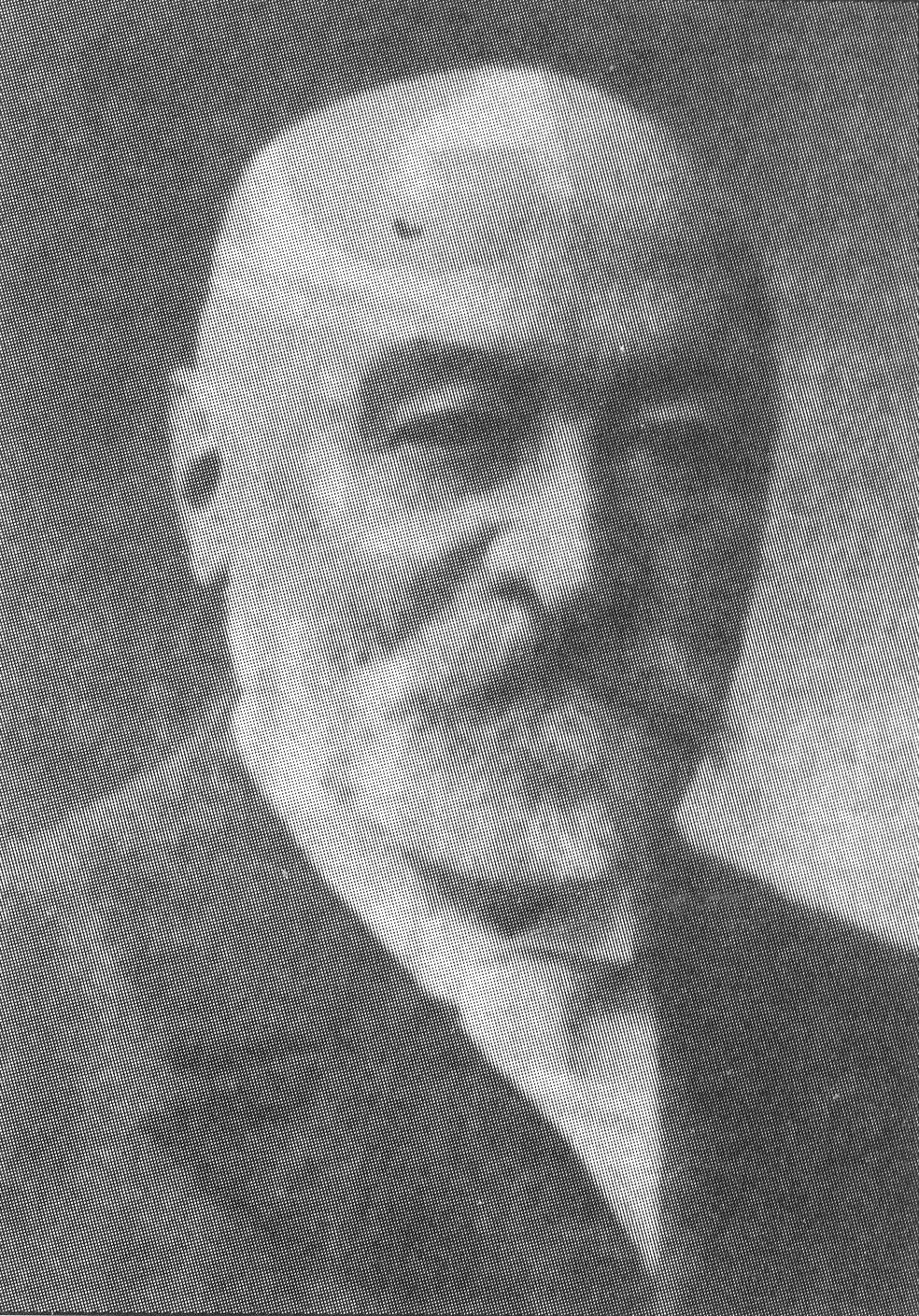
Hrabě Felix Vetter von der Lilie, majitel zámku v letech 1856–1913, za nějž zámek prodělal poslední přestavbu.

Vznik a první rozkvět zámku popisuje ve své kronice Vincenc Janáček (1821–1901): „… Když tento hrabě  [Karel Josef] Nelhubel převzal, pozůstával tento ze zámku, dvoru, z mlýna, pivovaru a palírny. Brzy na to zámek (který dřevěný byl) a dvůr vyhořel. Hrabě Karel Vetter byl ale výtečný znalec polního hospodářství a přičiňoval se všemožně, by tento statek s používáním všech prostředků, které tehdá vrchnosti po ruce byly, rozmnožil. Pak se dal do stavby zámku a dvora, které na jiná místa vystavěl. I v tom oboru byl znalec a často i sám v zednické zástěře zároveň s zedníky muroval. Nákres na zámek udělal si sám. Na povrchu zámecké střechy zařídil velkou altanu pro hudbu a tanec. Před zámkem zařídil vodovod, který vodu zároveň z výši jeho do hůry hnal. Pod zámkem vystavěl střelnici. Držel si dvanáct služebníků, z nichtežto každý jedno řemeslo a jeden hudební nástroj ovládal. Tato kapela musela v létě v zámeckém altanu, kde se i tančilo, každý večer vyhrávati. Všechny své čeledíny ve dvoře stravoval v zámku. Protož se každý den tři tabule odbývaly. První pro čeledíny, druhá (officirská) pro zámecké a cizí služebnictvo a třetí panská pro vrchnost a cizí hosté.

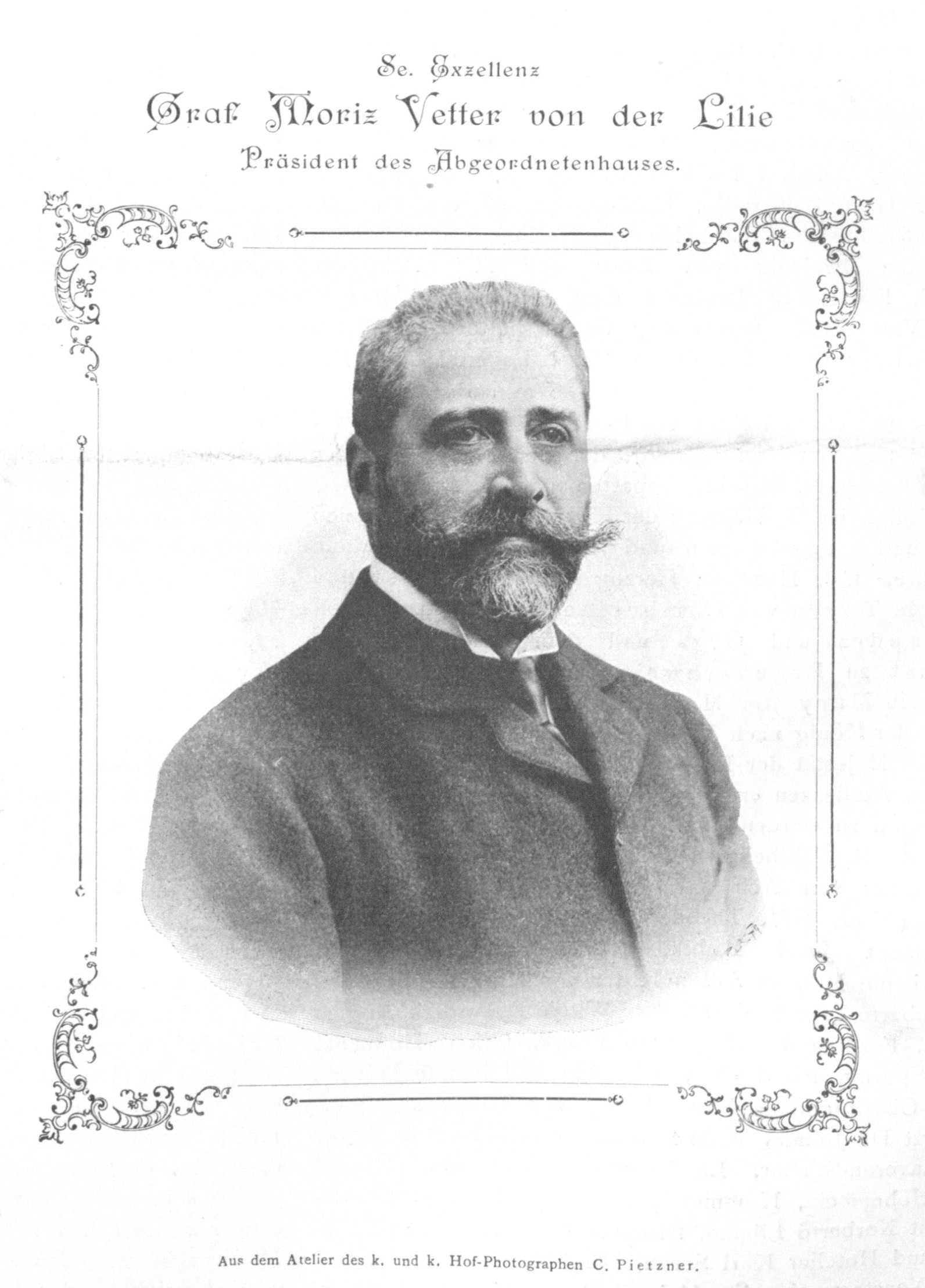
Poslední šlechtický majitel zámku (1913–1945) Moritz Vetter von der Lilie.

Nyní si zařídil dvůr, kterýmž se málokterý šlechtic honositi mohl. Brzy se zvěst o těch velkolepých zábavách a plesích, které se tam odbývaly, na vše strany roznesla, hostí táhnouce tam jako kobylky, jedli a pili velebíce pohostinství hraběte. Když panstvo obědvalo, hrála hudba, a večer na balkoně se do půl noci tančilo. Po obědě se obyčejně na střelnici střílelo, kde zase hudba hrála. I velké honitby se odbývaly, a tak brzy se v Nelhubli mluvilo, že to jest „Malá Vídeň“. To vše vzbudilo všeobecný obdív ve světě a každý se tázal, kde hrabě ty prostředky k tomu bere, a protož bylo o něm všeobecné domnění, že jestli kdo z kamene zlato dovede, že to jest hrabě Karel Vetter. Byl on také velký milovník krásných umění. Mělť velikou knihovnu a obrazárnu a vydržoval zlatníka (alchymistu), s kterým v podzemních místnostech pracoval a mnohé drahocenné věci vyráběl. Úmrtím hraběte Karla Vettera nastaly v Nelhubli potom jiné poměry, a jak tam bylo dříve hlučno, tak tam potom bylo ticho.“
V roce 1775, za velkého poddanského povstání, byl v zámku na Nové Horce dislokován početný vojenský oddíl pod velením generála Hohenzollerna.
Po Karlu Josefovi statek drželi jeho synové Josef (1741–1827) a Ferdinand (1747–1821); třetí syn Antonín (1746–1806) se stal olomouckým kanovníkem. Jejich početné potomstvo uvedlo rod do finančních potíží a panství bylo na nějakou dobu vládou pro nezaplacené daně sekvestrováno a pronajato majiteli Hustopečí nad Bečvou baronovi de Baillou. Panství konsolidoval až Josefův vnuk hrabě Felix Vetter von der Lilie, který roku 1856 opustil úspěšnou vojenskou službu a skoupil podíly ostatních dědiců. V roce 1857 navíc zámek vyhořel a v následujících letech prošel rozsáhlou rekonstrukcí, jež se dotkla především druhého patra a střechy. Obnoven a rozšířen byl rovněž zámecký park v anglickém krajinářském stylu. Hrabě Felix byl významným politikem (mj. moravským zemským hejtmanem). Po jeho smrti roku 1913 vlastnil zámek Nová Horka jeho syn, politik Moritz Vetter von der Lilie. Zemřel v září 1945, to již však byl zámek zabrán a zkonfiskován podle Benešových dekretů.
Zámek byl poté využíván k sociálním účelům, nejprve jako domov pro postižené děti, potom jako domov důchodců. Provozovala ho Česká katolická charita a působily zde nejprve sestry sv. Františka, později sestry svatého Kříže. Od roku 1957 byly do domova důchodců přijímány duševně postižené ženy a roku 1964 byl domov důchodců oficiálně změněn na Ústav sociální péče pro ženy. Jeho zřizovatelem byl od roku 2003 Moravskoslezský kraj. Roku 2007 se ústav transformoval na Zámek Nová Horka, p. o., která zde provozovala domov pro osoby se zdravotním postižením. V roce 2013 zde bylo 22 pacientů.
Na jaře roku 2016, poté co Moravskoslezský kraj coby zřizovatel ústavu změnil zastaralý způsob léčby handicapovaných lidí, kteří nyní v chráněném bydlení žijí moderněji, a rozhodl o návratu areálu do původní podoby, převzalo zámek do své správy Muzeum Novojičínska, p.o. a zámek prošel rozsáhlou rekonstrukcí. Zámek Nová Horka je nyní otevřen veřejnosti a nabízí expozice týkající se historie památky a šlechtického rodu Vetter von der Lilie i část věnovanou okolní přírodě. Součástí prohlídkového okruhu je i freskami vyzdobená sala terrena nebo kaple svatého Kříže. Rekonstrukce byla financovaná z prostředků Moravskoslezského kraje a Evropské unie.

## Popis
Budova zámku má barokní dispozici. Na střední trakt navazují na hlavním, jižním průčelí dvě odsazená mělká, avšak široká (čtyřosá) boční křídla vytvářející čestný dvůr; celkem má jižní průčelí patnáct okenních os, severní (zahradní) jedenáct. Zámek je patrový, tříposchoďová je pouze střední část v šířce tří okenních os, kterou vymezuje na zahradní straně mělký, na vstupní straně výraznější rizalit s trojúhelníkovým štítem. K zahradnímu rizalitu byl v třetí čtvrtině 19. století přistavěn portikus s balkonem v patře, jenž má balustrádové zábradlí se čtyřmi sochami puttů. Menší kovaný balkon na volutových konzolách je i uprostřed jižního rizalitu, nad hlavním vchodem v kamenném ostění.
Zámek měl původně vysokou mansardovou střechu s vikýři, ta však byla po požáru roku 1857 nahrazena valbovou.

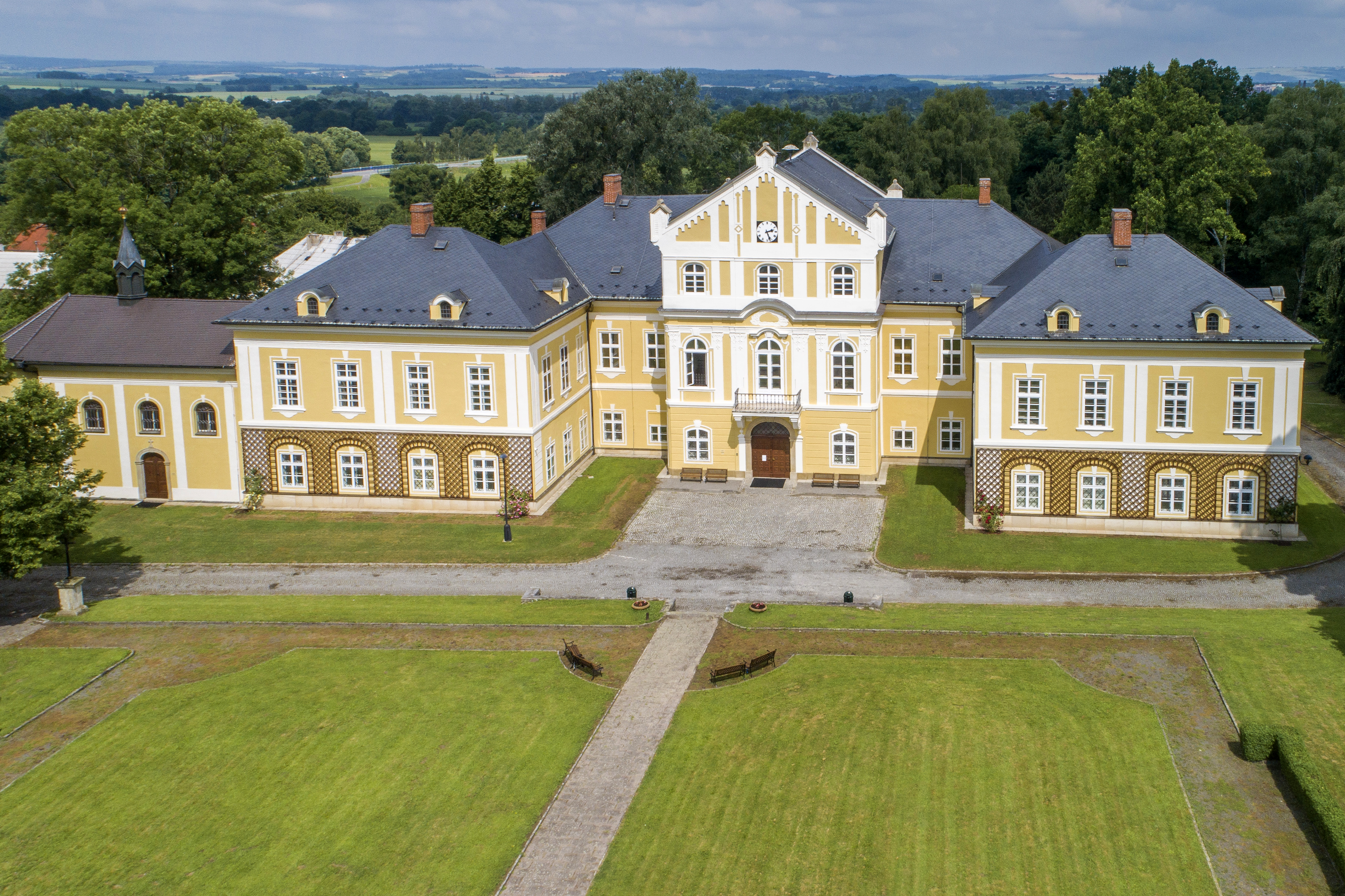
Hlavní (jižní) průčelí zámku

Fasáda zámku, v současnosti žluté barvy, je členěna architektonickými prvky: lizénami zdobenými v přízemí bosáží a patrovou (kordonovou) a hlavní (korunní) římsou. Pravoúhlá okna jsou lemována profilovanými šambránami s klenáky, v patře mají pod parapetem ozdobné čabraky. Intenzivnější výzdobu mají oba rizality, jejichž horní část byla novogoticky přestavěna po požáru: okna mají segmentové a půlkruhové záklenky, v patře jsou pilastry s kompozitními hlavicemi, korunní římsa je zubově profilována.
V přízemí zůstala zachována barokní dispozice, místnosti jsou zaklenuty většinou valenou klenbou, ve větších místnostech s lunetami. Vstupní hala má pruskou klenbu (zámek nemá centrální schodiště) a na něj navazuje sala terrena s bohatou freskovou výzdobou z doby kolem roku 1760. Místnosti v patře jsou až na některé chodby plochostropé, stropy jsou zdobeny fabiony a někdy i štukovými a dřevěnými zrcadly.
Z původního zařízení zámku se zachovalo vestavěné dřevěné vybavení: obložení stěn včetně některých kusů vestavěného nábytku a dřevěné vřetenové schodiště s balustrádovým zábradlím. Součástí zámeckých expozic jsou i kusy původního zámeckého vybavení.

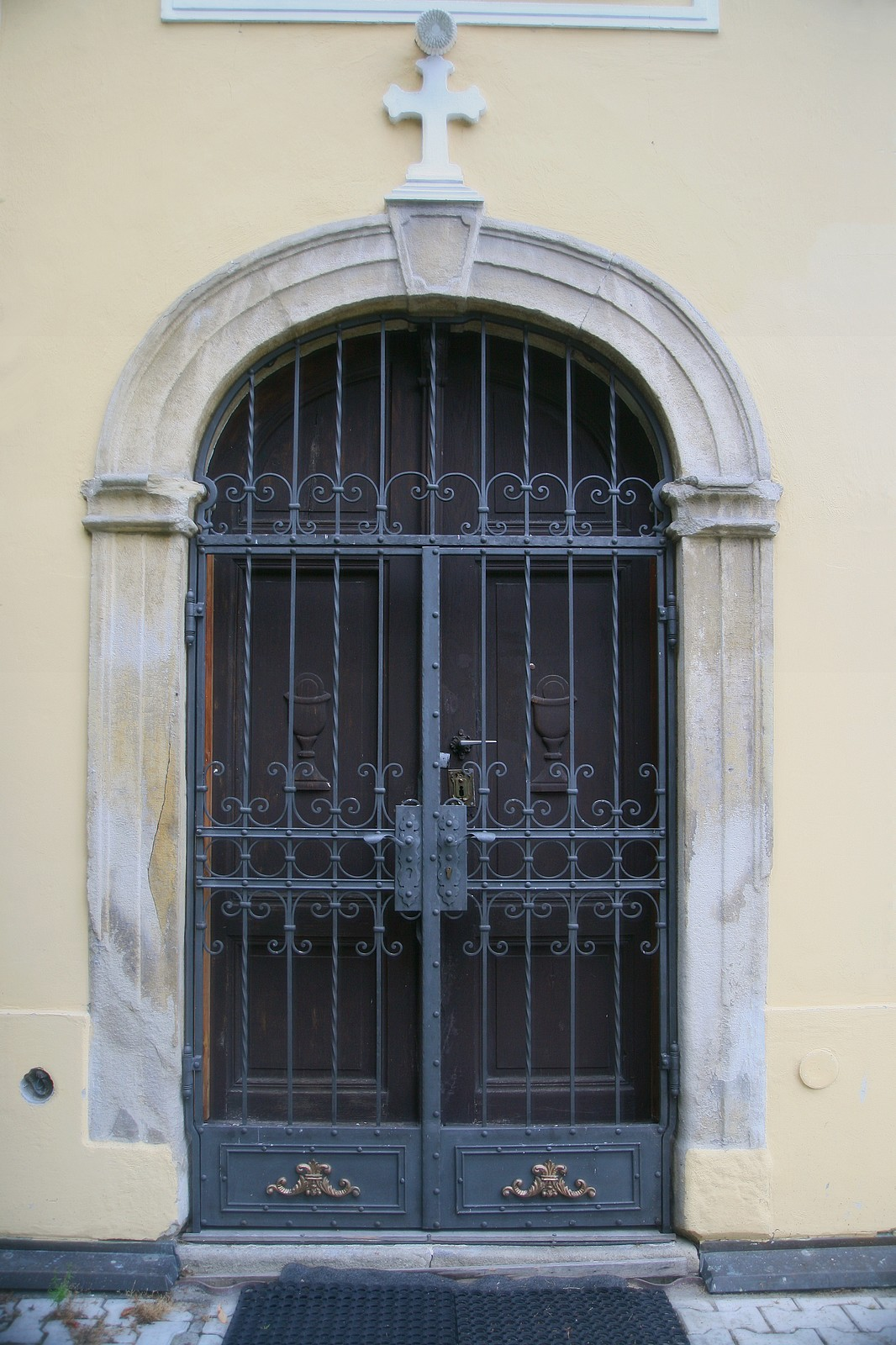
Vstup do kaple

K západnímu křídlu zámku přiléhá kaple svatého Kříže, která byla rozšířena roku 1775 v návaznosti na barokní přestavbu zámku. Jde o obdélnou stavbu s půlkruhovým kněžištěm, jehož stěny jsou prolomeny dvěma půlkruhově zaklenutými okny, boční stěny mají tři okenní osy s podobnými okny (pod středním oknem jižní strany jsou dveře s kamenným ostěním), čemuž odpovídá i vnitřní členění klenby do tří polí pruských placek na pasech a konchy v kněžišti. Fasáda je hladká, členěná lizénami a korunní římskou, okna mají profilované šambrány s klenáky. Na sedlové střeše je štíhlá sanktusová vížka.
Uvnitř má kaple proti oltáři panskou oratoř a hudební kruchtu s harmoniem. Kruchta byla vytvořena v 19. století, je nesena litinovými sloupky a má dřevěnou vyřezávanou poprseň. Pilastry po stranách lodi původně opticky nesly bohatou barokní freskovou výzdobu klenby, která však byla v roce 1970 zalíčena. Mobiliář kaple tvoří nevelký vyřezávaný oltář se sochou Ukřižovaného, několik soch a obrazy křížové cesty.
Na východ od zámku se nachází areál bývalého hospodářského dvora. Jeho budovy, pokud se dochovaly, jsou zemědělsky využívané. Barokní sýpka a studna byly odstraněny v 50. letech 20. století. K panskému hospodářství patřily i dochované, ale přestavěné budovy mlýna a pivovaru na západ od zámku.

## Park

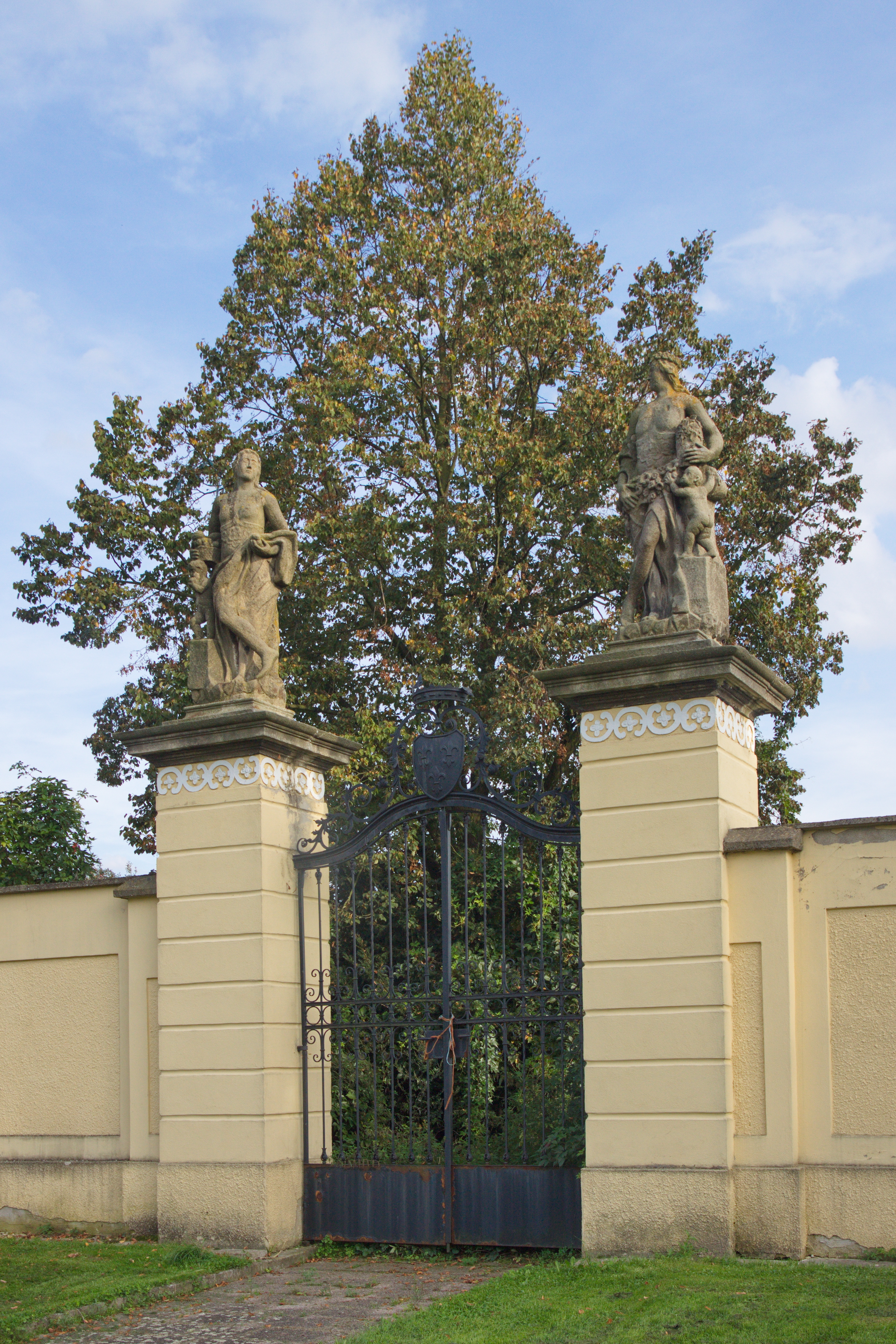
Zámecká brána

Zámek se nachází v přírodně-krajinářském parku. Založen byl v druhé polovině 18. století a v první polovině století následujícího byl rozšířen o část lužního lesa. Parter zámku před jižním průčelím byl do dnešní podoby obnoven roku 1975. Na východ od zámku se nachází kamenná vyhlídková terasa.
Park má rozlohu 1,3 ha. V roce 1985 jsou v parku uváděny 400 let staré exempláře lip a dubů. Z jehličnanů se vyskytuje jedle ojíněná (Abies concolor), zeravec východní (Platycladus orientalis), borovice limba (Pinus cembra). Z listnáčů liliovník tulipánokvětý (Liriodendron tulipifera) (1,75 m, 18 m, 16 m), buk lesní (Fagus sylvatica) kultivary 'Atropunicea' a 'Pendula', javor stříbrný (Acer saccharinum), lípa zelená (Tilia euchlora), lípa řapíkatá (Tilia petiolaris), topol bílý (Populus alba) a topol šedý (Populus x canescens).
Na jižní a západní straně park lemuje zeď s barokními plastikami. Její jižní strana před hlavním průčelím zámku má sochařskou výzdobu, na sloupcích stojí střídavě rokokové sošky puttů a dekorativní kamenné vázy a na pilířích po stranách vstupních mřížových vrat se znakem Vetterů z Lilie stojí dvě ženské alegorické postavy. Podobná brána a pilíře s kamennými vázami prolamuje západní zeď a slouží dnes jako hlavní přístup k zámku.
Před touto branou se nachází rovněž plastika sv. Jana Nepomuckého, rovněž z 2. poloviny 18. století. Ta byla roku 2009 plně restaurována, přičemž byl obnoven i zcela zvětralý alianční erb Karla Josefa Vettera von der Lilie a Marie Ludowiky Orlíkové z Laziska.

## Galerie

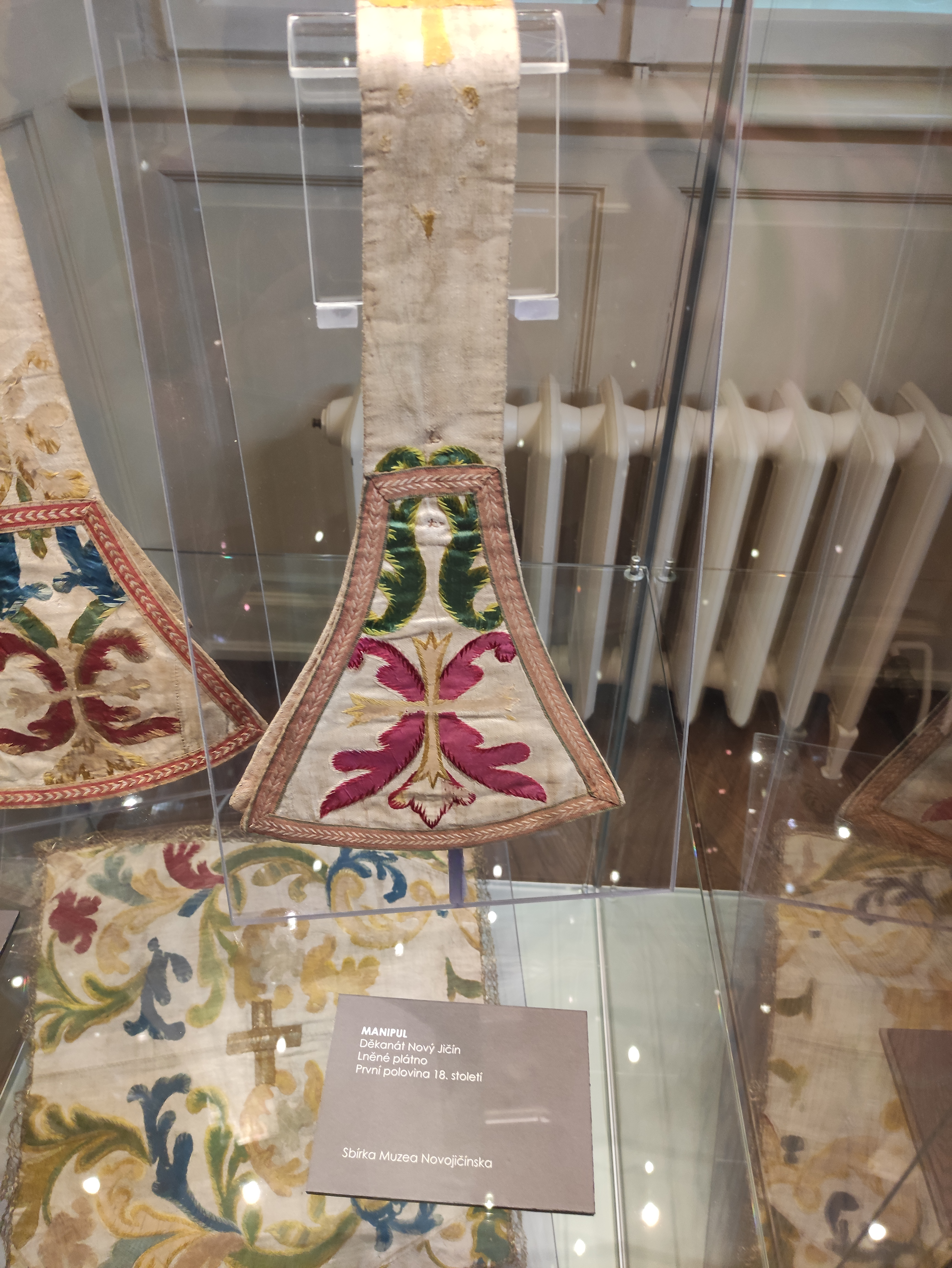
Manipul – zámecká expozice
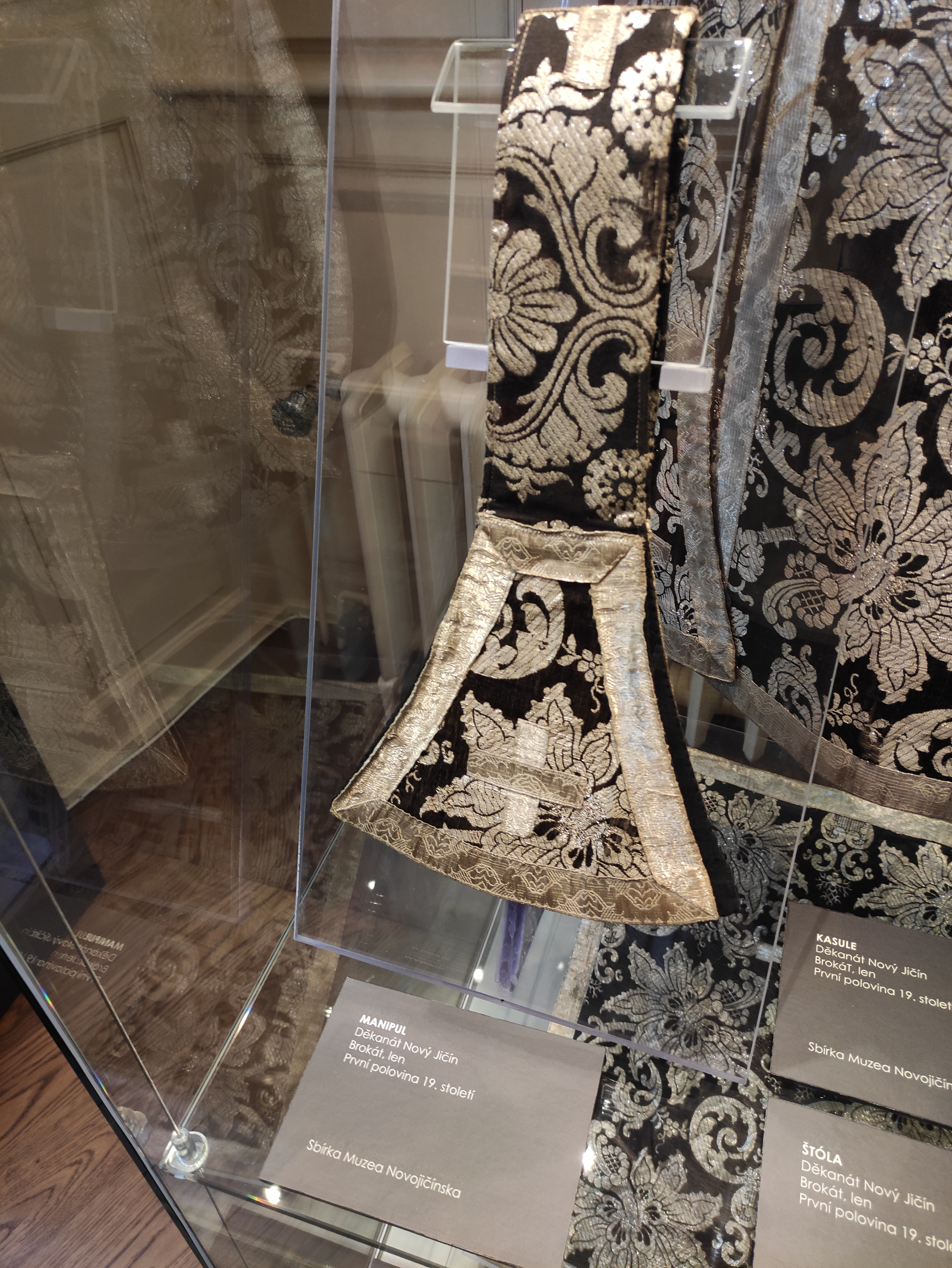
Manipul – zámecká expozice
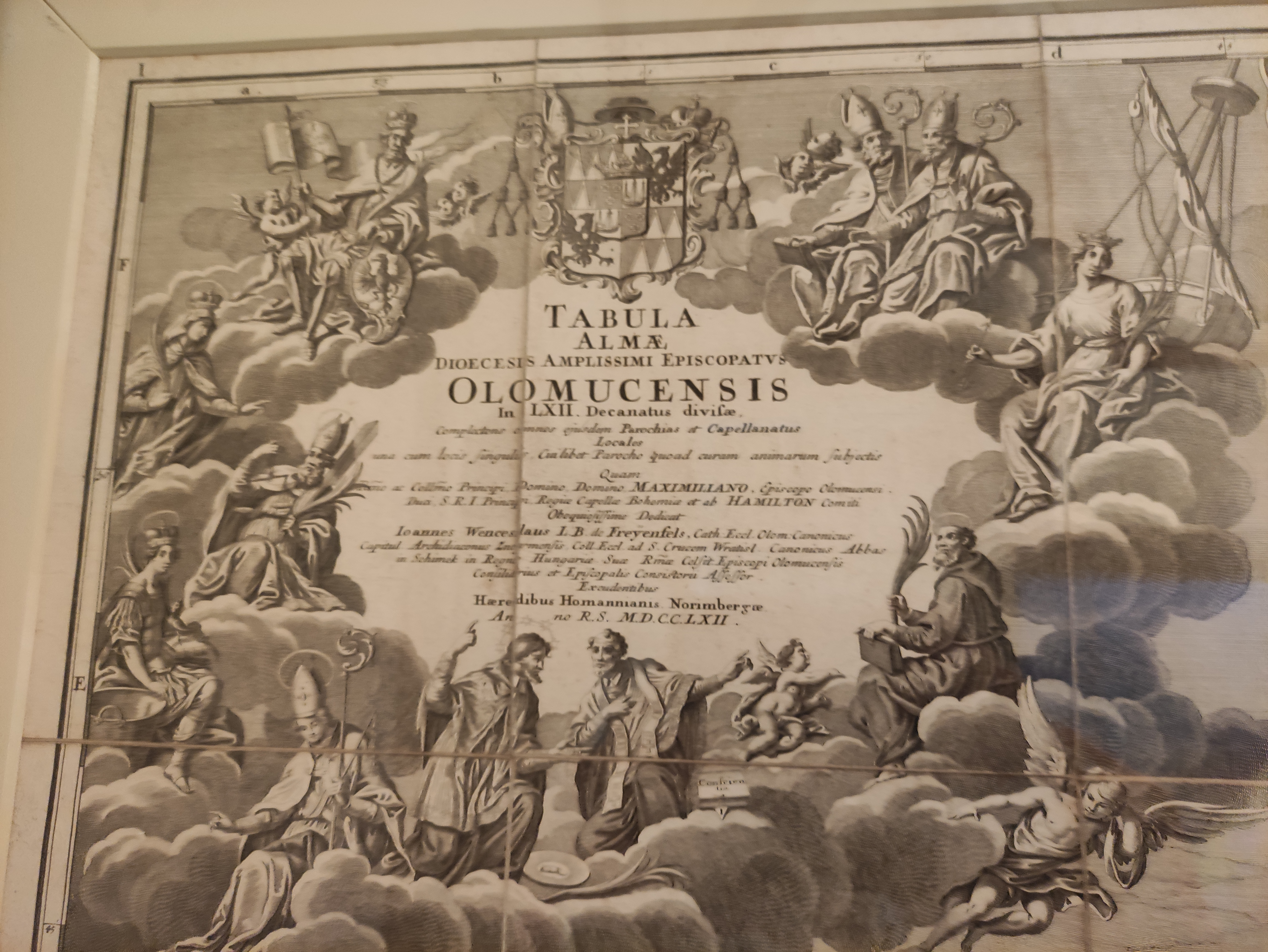
Detail rohu historické mapy Olomoucké diecéze z roku 1762 – zámecká expozice
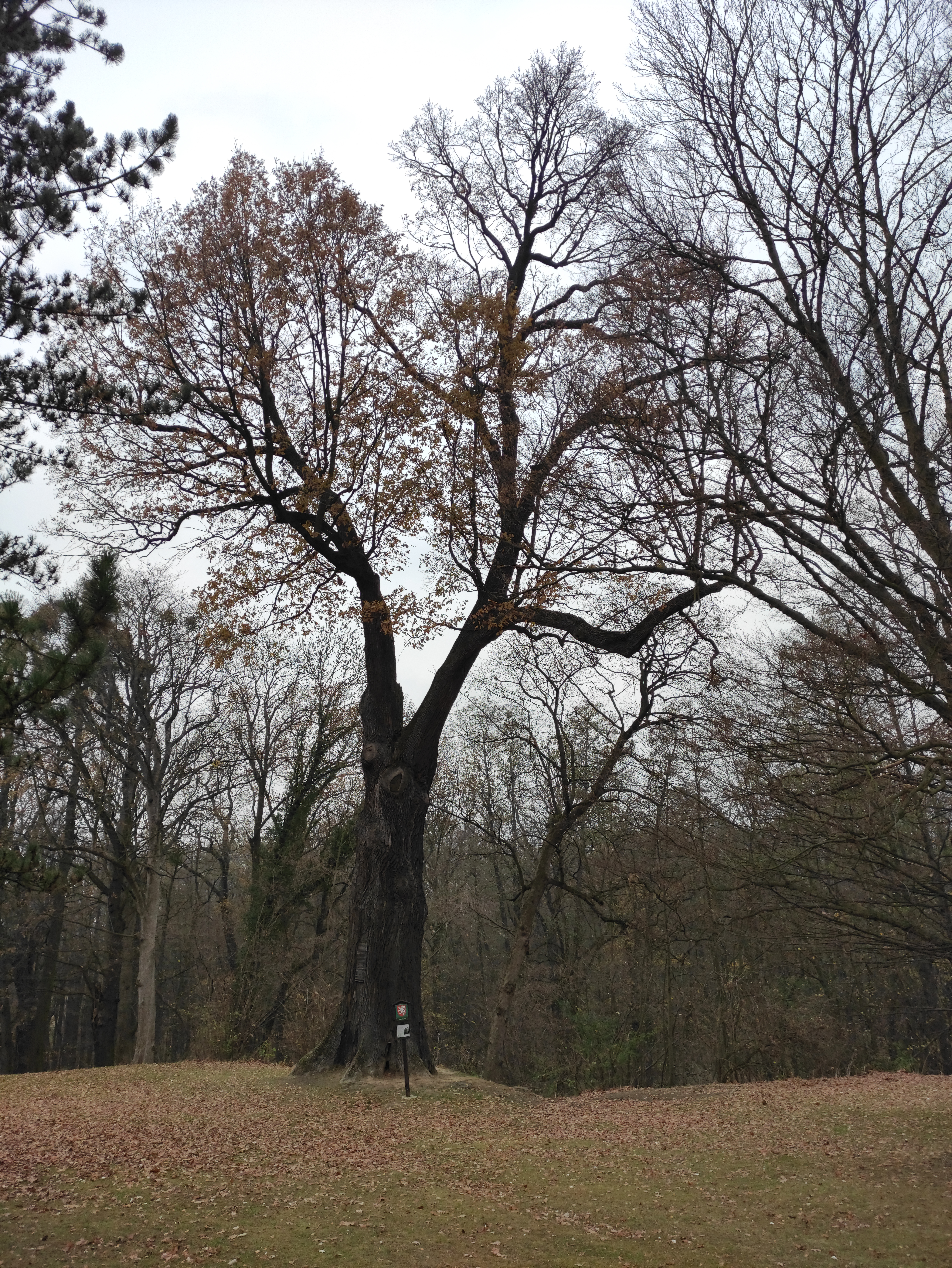
Dub v zámeckém parku
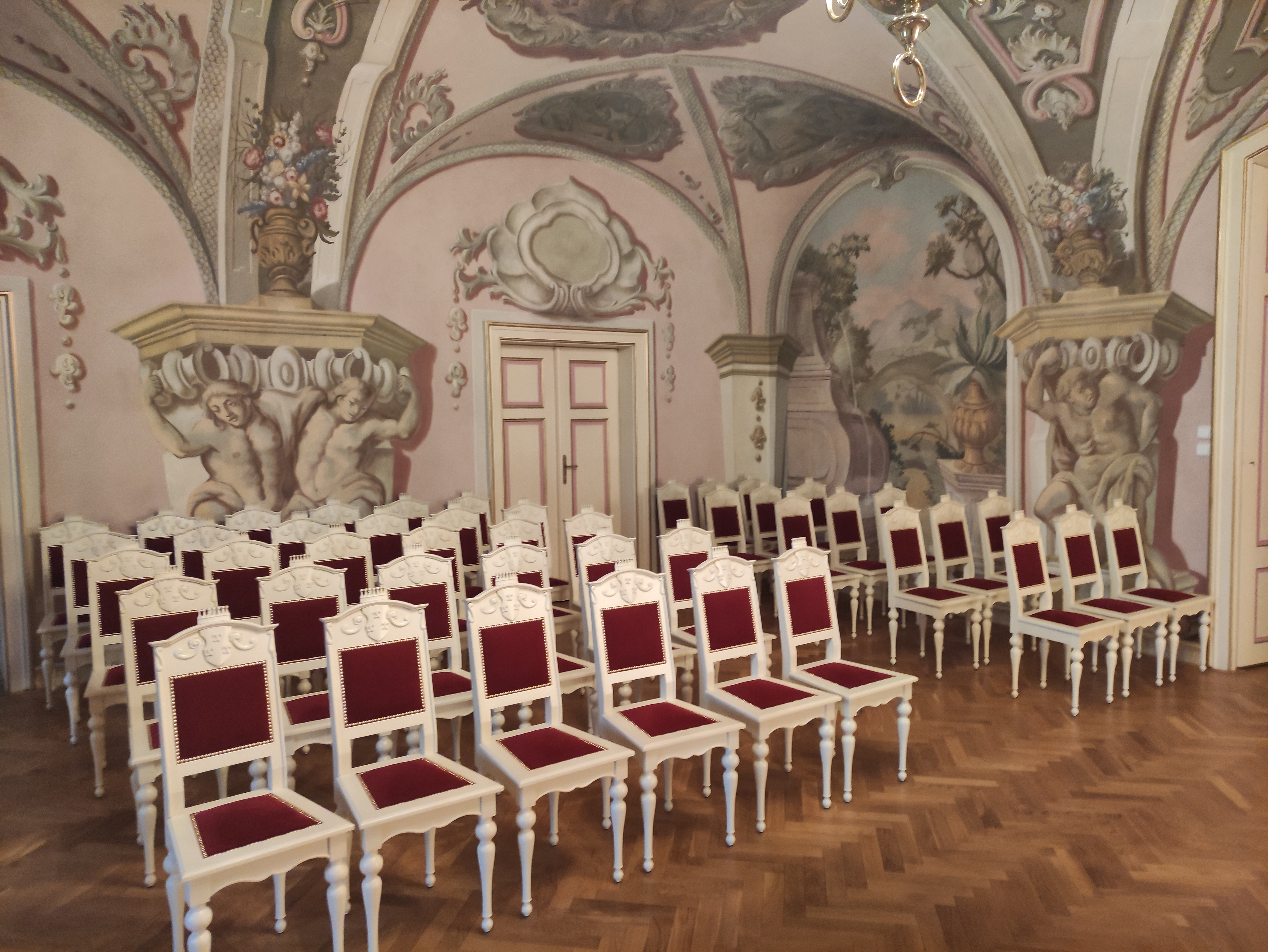
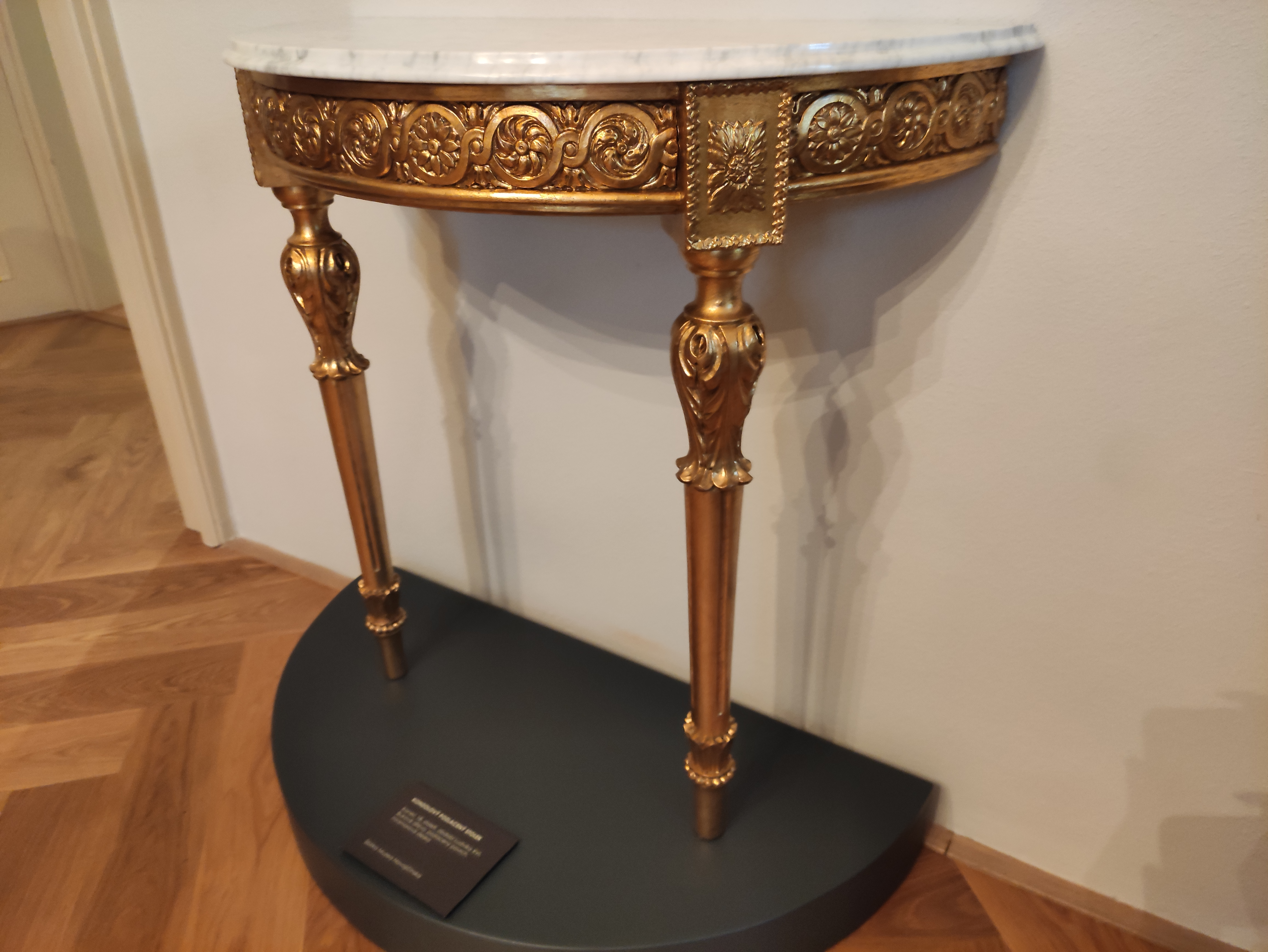
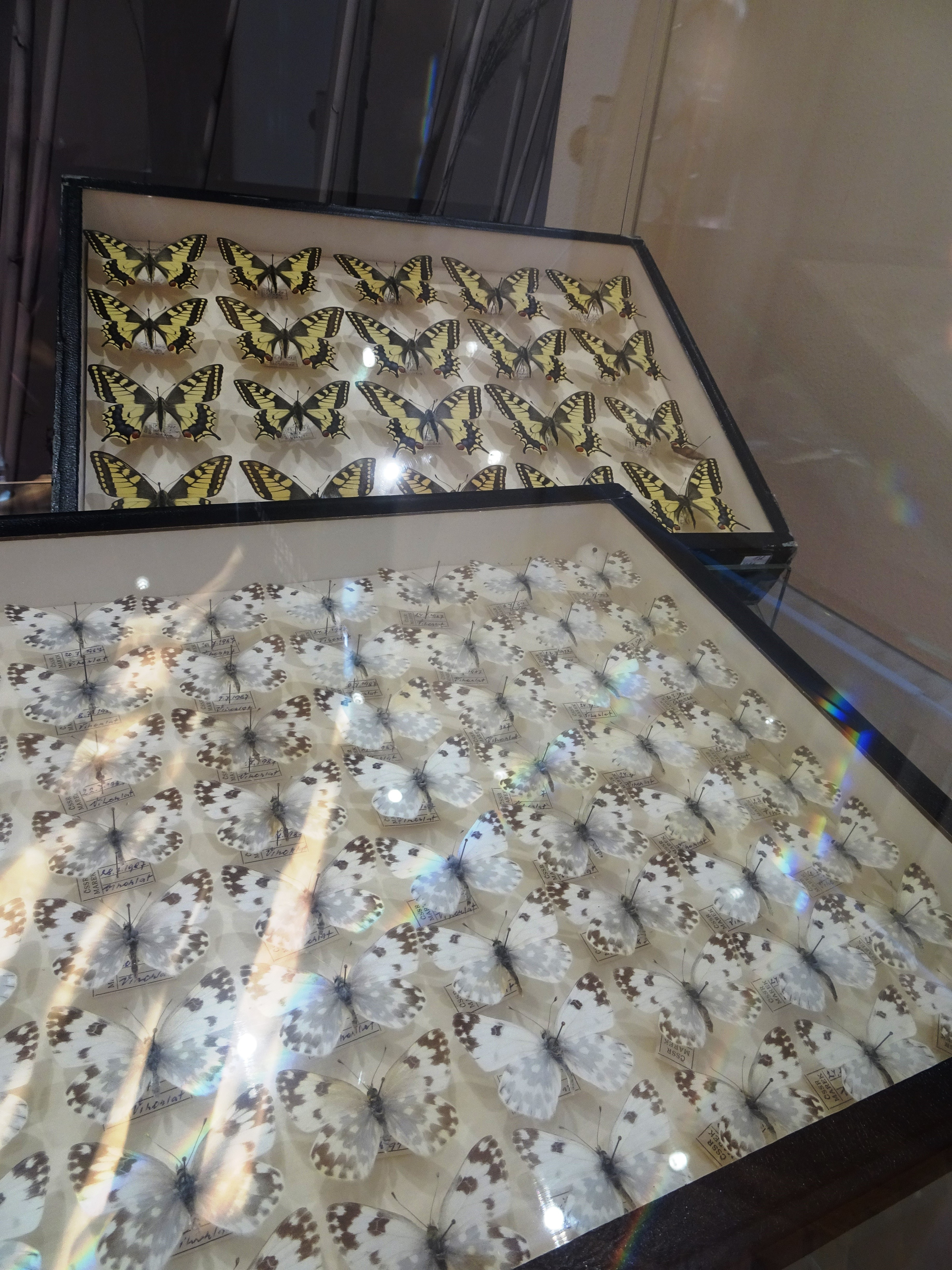
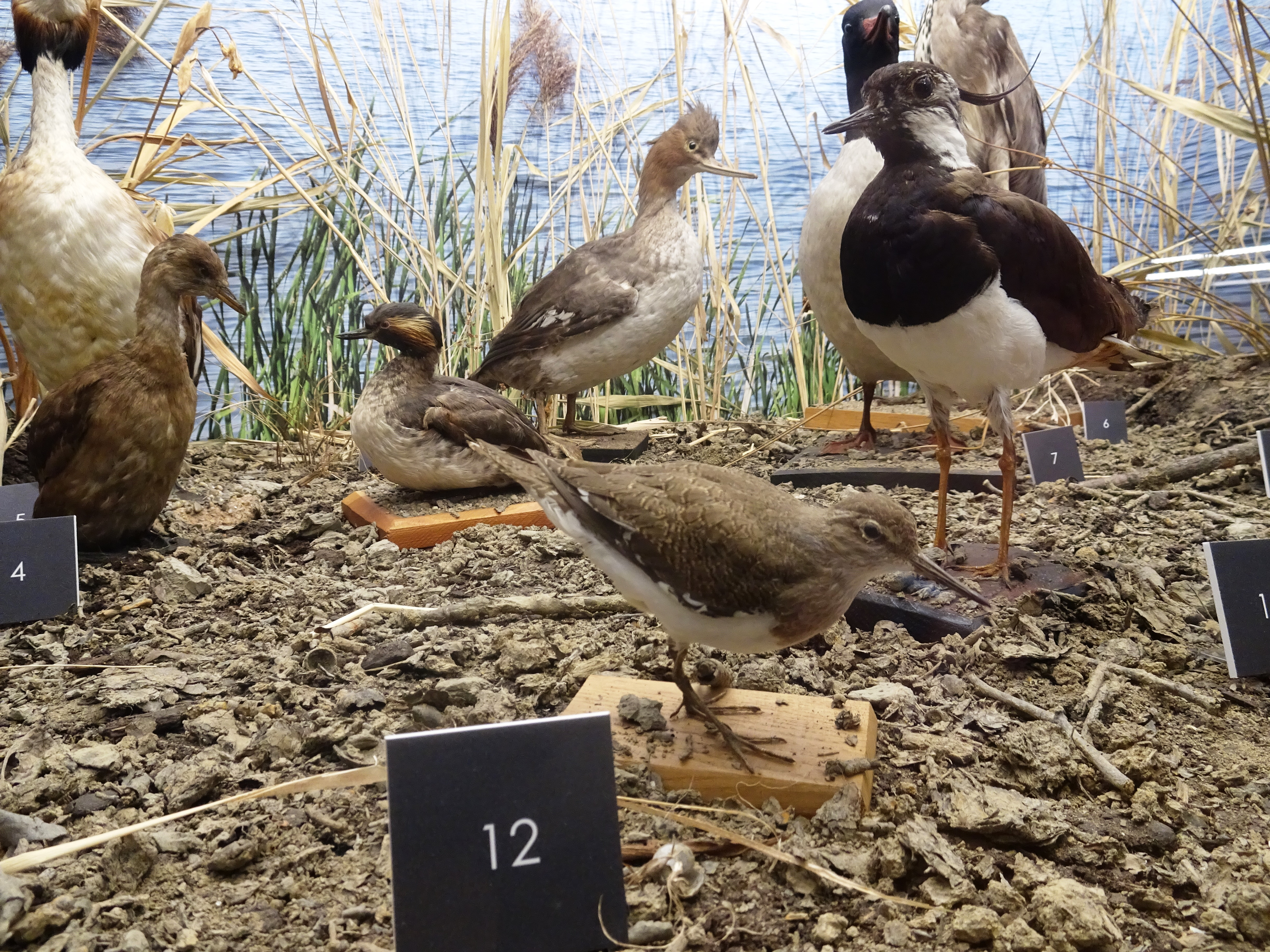
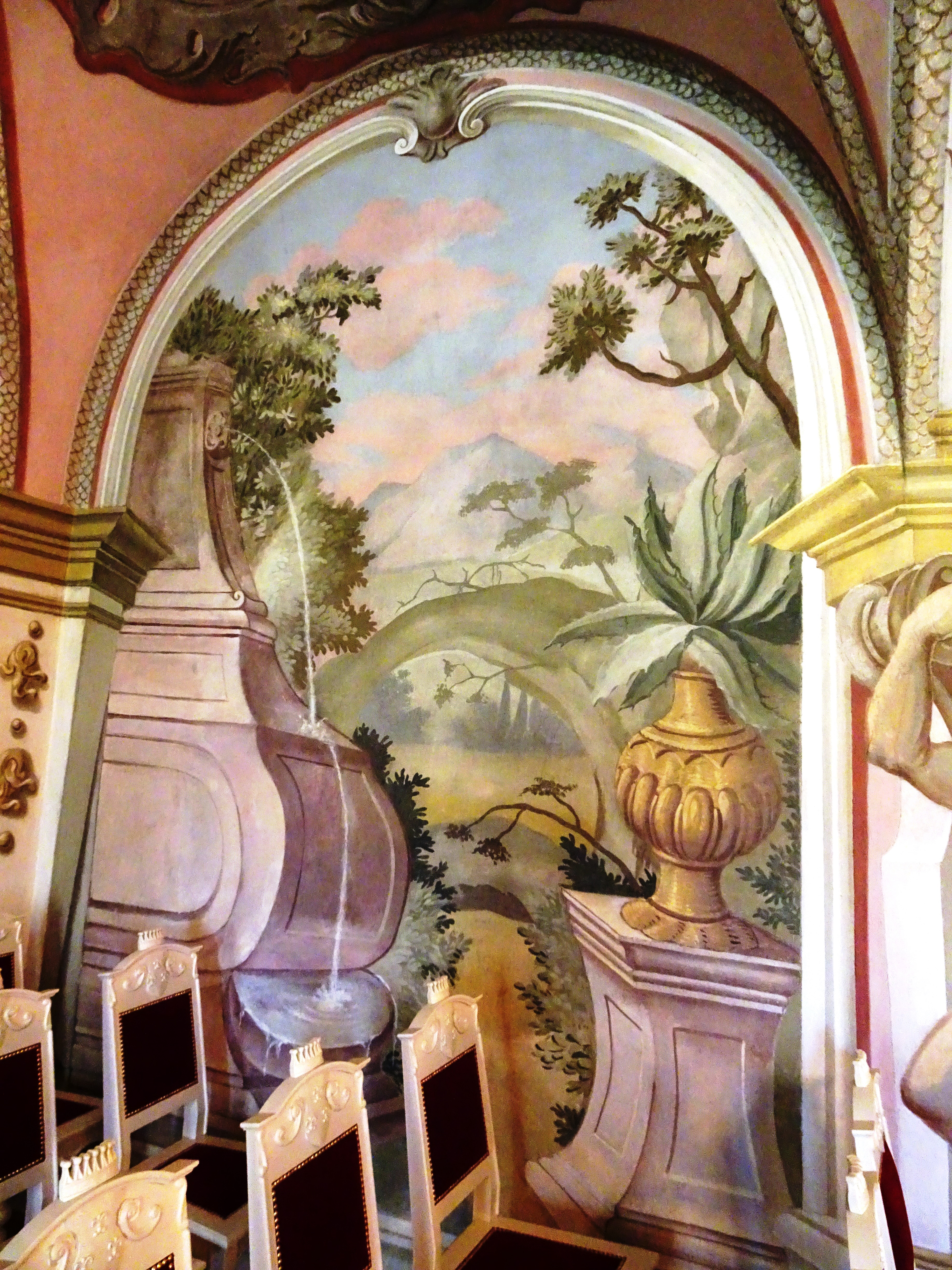
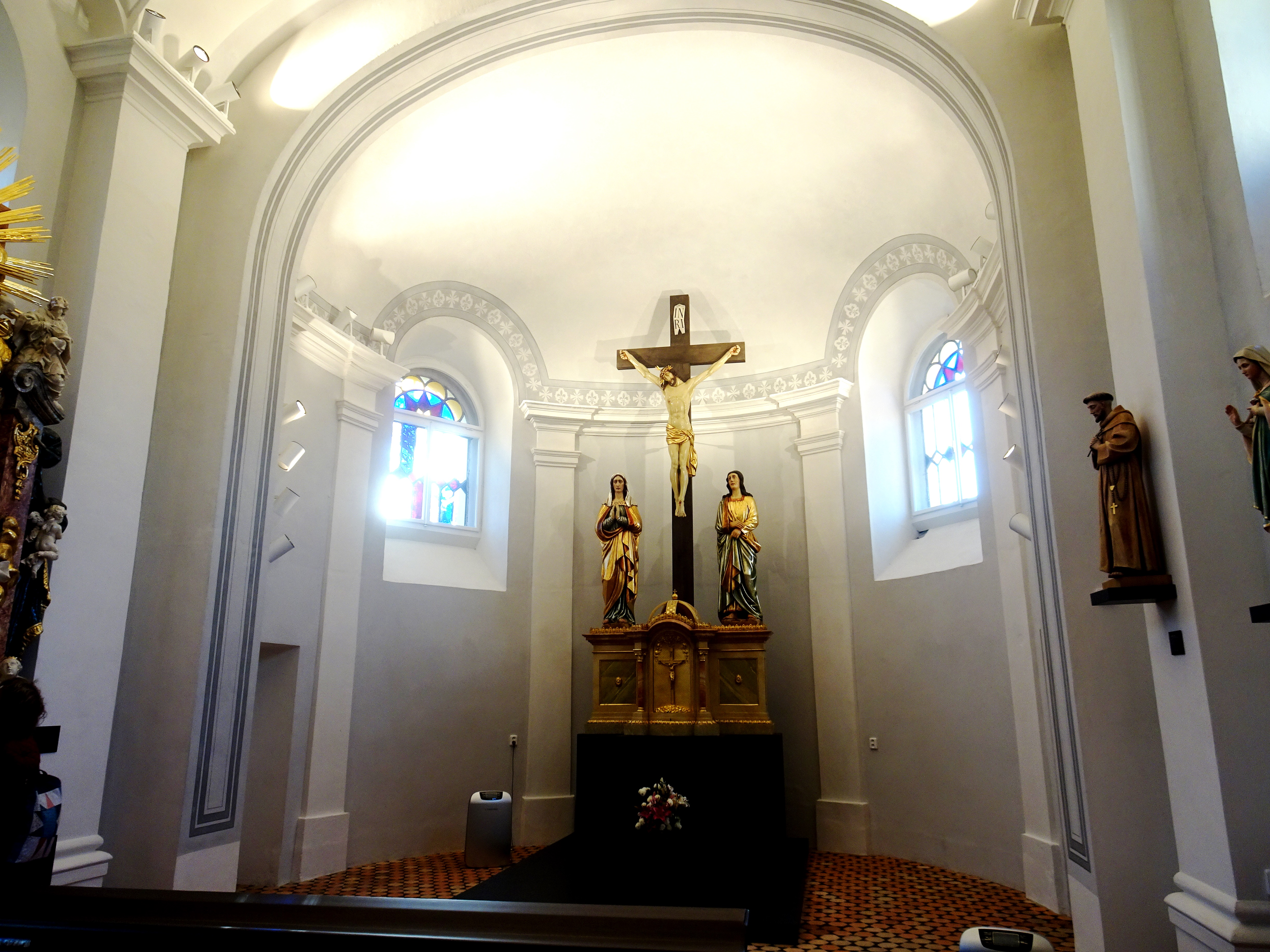
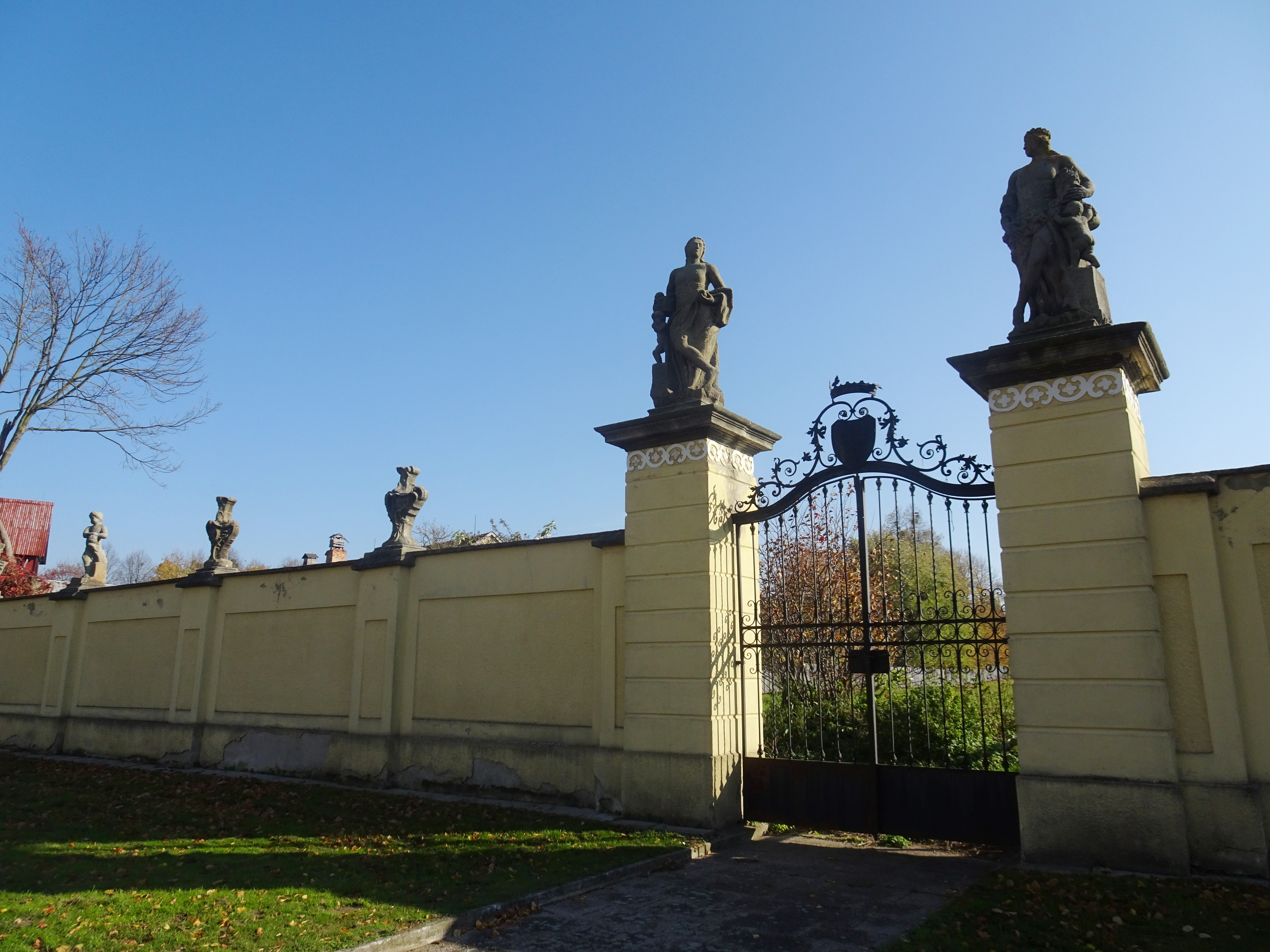
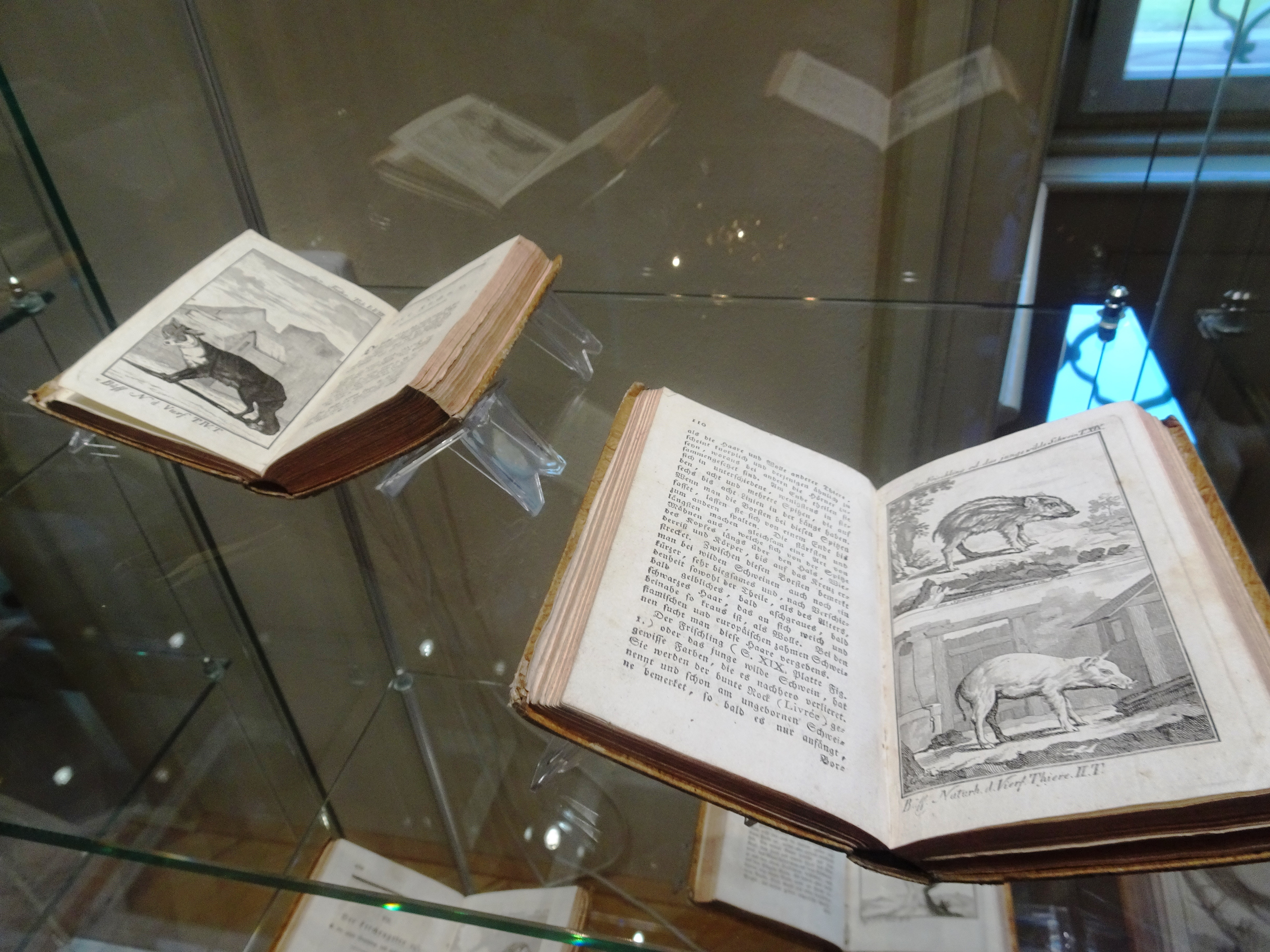
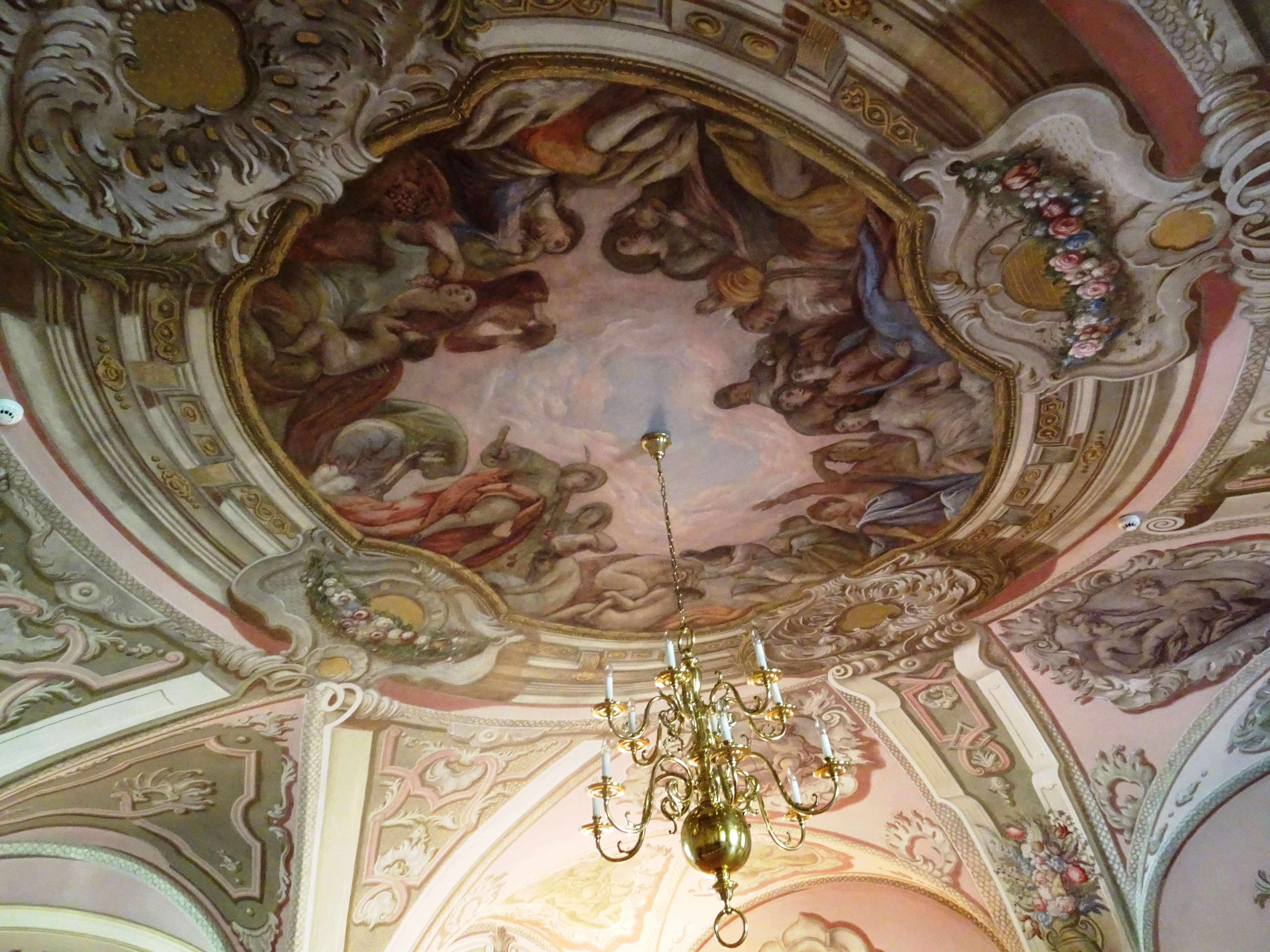
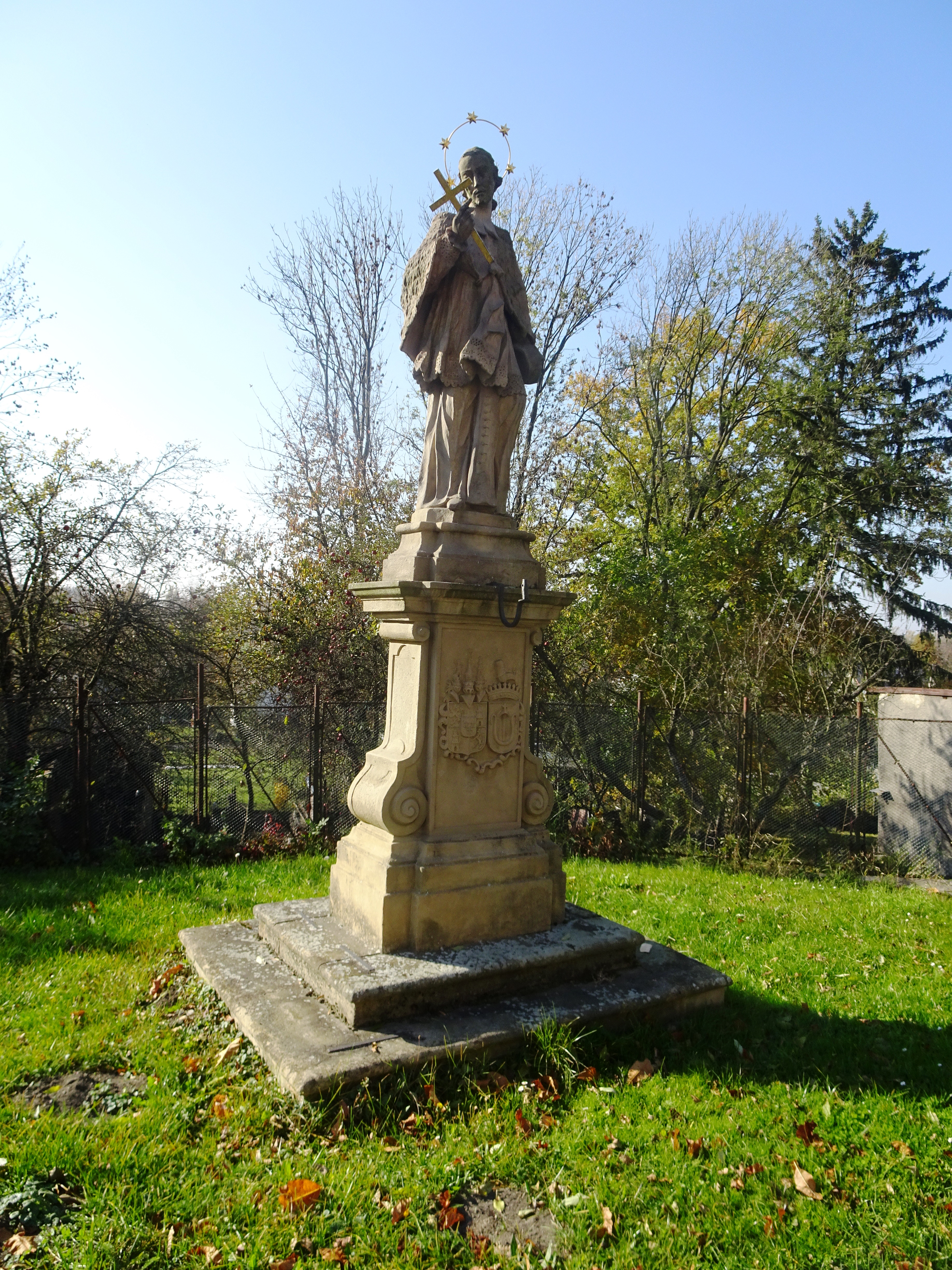
Socha Jana Nepomuckého